# Ясновидката Тру
„Ясновидката Тру“ е американска телевизионна свръхестествена драма, която е била излъчвана през периода 2003 до 2005 година. Създаден е от Джон Хармън Фелдман.
В сериала Илайза Душку играе ролята на Тру Дейвис, една жена работеща в градската морга. Мъртвите хора, които идват в моргата, започват да искат помощ от Тру. Тру преживява деня отново и се опитва да ги спаси от смъртта им.

## Сюжет
Тру Дейвис е умна и секси, завършила колеж, но, за да продължи образованието си, поема нощната смяна в градската морга. Една вечер се случва нещо странно – един от труповете се събужда и я моли за помощ. На следващата сутрин Тру се събужда и осъзнава, че денят започва отново – 12 часа преди човекът да умре, а тя е единствената, която знае и може да предотврати трагедията… В същото време Тру се опитва да предпази семейството си от саморазрушителния живот, който водят.
Второстепенните герои са Харисън Дейвис, по-малкия брат на Тру и Дейвис, който и помага със спасяването на бъдещите мъртъвци, и шефа на моргата.
В следващите епизоди става ясно, че няколко години по-рано Дейвис е има съдбоносна среща с майката на Тру (тя също е помагала на бъдещите мъртъвци).
Другите герои, участващи в другите епизоди са Мередит Дейвис, по-голямата сестра на Тру; Линдзи Уокър, най-добрата и приятелка в първи сезон; Люк Джонстън, приятелят ѝ в първи сезон; и Гардез, помощника в моргата.
Джак Харпър, който, се появява във втори сезон е противоположния герои на Тру. Той трябва да направи така, че съдбата да отнеме живота на човека, който е помолил Тру за помощ. Във втори сезон, Тру, се състезава с него да спасява хората, които са поискали нейната помощ, но понякога тя не успява. В крайна сметка се разбира, че бащата на Тру и майка ѝ са били същите като Тру и Джак. Бащата на Тру поръчал наемен убиец да убие майка ѝ. Сериала беше спрян преди Тру или Харисън да раберат, че истинския убиец на майка им е баща им.

## Епизоди
26 епизода са заснети преди да бъде закрит сериала.

## Герои
- Илайза Душку в ролята на Тру Дейвис (2003 – 2005)
- Зак Галифианакис в ролята на Дейвис (2003 – 2005)
- Шон Рийвс в ролята на Харисън Дейвис (2003 – 2005)
- Джейсън Пристли в ролята на Джак Харпър (2004 – 2005)
- А. Джей. Кук в ролята на Линдзи Уокър (2003 – 2004)
- Джесика Колинс в ролята на Мередит Дейвис (2003 – 2004)
- Бенджамин Бенитес в ролята на Гардез (2003 – 2004)
- Матю Бумър в ролята на Люк Джонстън (2003 – 2004)

## Продуцент
Ясновидката Тру е била създадена от Джон Хармън Фелдман и заснета във Ванкувър, Канада. Пилотния епизод е бил продуциран от Филип Нойс.

## Мнения
Ясновидката Тру е получила много отзиви от фенове и критици на жанра. Сериала е номинирван два пъти на Тийнейджърските награди през 2007 за „Най-нов сериал“ и „Изгряваща нова актриса“ за Илайза Душку. Душку също е била номинирана и на „Сатурновите награда“ за най-добра актриса в сериал.

### Края
След първия сезон телевизия FOX искали да спрат сериала. Те пуснали и втори сезон, защото се надявали, че ще има по-голям интерес, но рейтинга е бил същия и това е довело до свалянето на сериала. Обаче, FOX съкратили епизодите на втори сезон от 13 на 6 епизода и го заменили със сериала „Пойнт Плезънт“, но и той бил спрян след 13-ия епизод. Въпреки че феновете искали да видят и последния епизод, FOX така и не го излъчил.

### Американския рейтинг
Рейтинга на сериала по време на излъчването му по FOX. Последния епизод е бил излъчен по друг канал.
| Сезон | Излъчван (Четвъртък) | Година      | Първи епизод      | Последен епизод   | Мястото по излъчване | Гледания (в милиони) |
| ----- | -------------------- | ----------- | ----------------- | ----------------- | -------------------- | -------------------- |
| 1     | 19:00 / 20:00        | 2003 – 2004 | Октомври 30, 2003 | Октимври 29, 2004 | #151                 | 4.50                 |
| 2     | 20:00 / 21:00        | 2005        | Март 31, 2005     | Април 21, 2005    | #121                 | 4.89                 |

## Интернационална излъчваемост
Сериала е бил излъчван в следните държави Аржентина, Бразилия, България, Чили, Колумбия, Дания, Франция, Германия, Гърция, Хонг Конг, Унгария, Пакистан, Исландия, Индия, Израел, Италия, Япония, Малайзия, Португалия, Сингапур, Словакия, Обединеното кралство и Нова Зеландия.

## ДВД издания
| Първи сезон           |                              |                |                | |
|                       |                              |                |                | Бонус неща |
|                       |                              |                |                | - Бонус неща: - Намирането на призванието: Пилотен епизод - „Пътя на Тру: Сезон 1“ - „Злото се обажда: Усложнение“ - Коментари за сериала - Гафове и изтрити сцени - Музикалният клип към началната песен „Somebody Help Me“ |
|                       | Северна Америка              | Великобритания | Австралия      | |
|                       |                              |                |                | |
| Епзиоди               | 20                           | -              | 20             | |
|                       |                              |                |                | |
| Съотношение на екрана | 1.78:1                       | -              | 1.78:1         | |
|                       |                              |                |                | |
| Времетраене           | 880 минути                   | -              | 880 минути     | |
|                       |                              |                |                | |
| Аудио                 | Английско                    | -              | Английско      | |
|                       |                              |                |                | |
| Субтитри              | Английски, Испански, Френски | -              | Няма           | |
|                       |                              |                |                | |
| Брой дискове          | 6                            | -              | 6              | |
|                       |                              |                |                | |
| Цветно кодиране       | 1 (NTSC)                     | -              | 2, 4 (PAL)     | |
|                       |                              |                |                | |
| Рейтинг               | Няма                         | -              | Няма           | |
|                       |                              |                |                | |
| Издаден на            | Ноември 30, 2004             | -              | Август 9, 2005 | |

| Втори Сезон           |                              |                |                |                                        |
|                       |                              |                |                | Бонус неща                             |
|                       |                              |                |                | - Бонус неща: - Как е направен сериала |
|                       | Северна Америка              | Великобритания | Австралия      |                                        |
|                       |                              |                |                |                                        |
| Епизоди               | 6                            | -              | 6              |                                        |
|                       |                              |                |                |                                        |
| Съотношение на екрана | 1.78:1                       | -              | 1.78:1         |                                        |
|                       |                              |                |                |                                        |
| Времетраене           | 264 минути                   | -              | 264 минути     |                                        |
|                       |                              |                |                |                                        |
| Аудио                 | Английско                    | -              | Английско      |                                        |
|                       |                              |                |                |                                        |
| Субтитри              | Английски, Испански, Френски | -              | Няма           |                                        |
|                       |                              |                |                |                                        |
| Брой дискове          | 2                            | -              | 2              |                                        |
|                       |                              |                |                |                                        |
| Цветно кодиране       | 1 (NTSC)                     | -              | 2, 4 (PAL)     |                                        |
|                       |                              |                |                |                                        |
| Рейтниг               | Няма                         | -              | Няма           |                                        |
|                       |                              |                |                |                                        |
| Издаден на            | Ноември 15, 2005             | -              | Август 9, 2005 |                                        |

| Всички сезони         |                              |                    |                   | |
|                       |                              |                    |                   | Бонус неща |
|                       |                              |                    |                   | - Бонус неща: - Коментари за сериала - Гафове и изтрити сцени - 4 добавки - „Намирането на призванието: Пилотен епизод“ - „Пътят на Тру: Сезон 1“ - „Злото се обажда: Усложнение“ - „Ясновидката Тру: противоположни сили“ - Музикалният клип към началната песен „Somebody Help Me“ - Просулшването |
|                       | Северна Америка              | Великобритания     | Австралия         | |
|                       |                              |                    |                   | |
| Епизоди               | 26                           | 26                 | 26                | |
|                       |                              |                    |                   | |
| Съотношение на екрана | 1.78:1                       | 1.78:1             | 1.78:1            | |
|                       |                              |                    |                   | |
| Времетраене           | 1094 минути                  | 1094 минути        | 1094 минути       | |
|                       |                              |                    |                   | |
| Аудио                 | Английско                    | Английско          | Английско         | |
|                       |                              |                    |                   | |
| Субтитри              | Английски, Испански, Френски | Английски, Шведски | Няма              | |
|                       |                              |                    |                   | |
| Брой дискове          | 8                            | 8                  | 8                 | |
|                       |                              |                    |                   | |
| Цветно кодиране       | 1 (NTSC)                     | 2, 4 (PAL)         | 4 (PAL)           | |
|                       |                              |                    |                   | |
| Рейтинг               | Няма                         | 15                 | Няма              | |
|                       |                              |                    |                   | |
| Издаден на            | Август 12, 2008              | Юни 27, 2005       | Октомври 24, 2006 | |

## Официални страници
- „Ясновидката Тру“ в  Internet Movie Database